# Карла Дель Поджо
Карла Дель Поджо, урождённая Мария Луиджия Аттаназио (итал. Carla Del Poggio, Maria Luigia Attanasio, 2 декабря 1925 — 13 октября 2010) — итальянская актриса.

## Биография
Родилась в семье полковника Уго Аттаназио, который, выйдя в конце 1940-х годов в отставку, стал актёром и снялся в нескольких фильмах вместе с дочерью.
Окончила Экспериментальный киноцентр в Риме. С 1946 — на театральной сцене. С успехом играла в спектаклях по произведениям Оскара Уайльда, Альберто Моравиа, Эдуардо Де Филиппо.
В кино дебютировала в главной роли Мадалены Ленци в драме режиссёра Витторио де Сика «Маддалена, ноль за поведение» (1940). В 1945 году вышла замуж за известного кинорежиссёра Альберто Латтуада, в фильмах которого исполнила свои самые известные роли — Мария в «Бандитах» (1947), Анджела в ленте «Без жалости» (1948), Берта в экранизации романа Р. Баккелли «Мельница на По» (1949), Лилиана Антонелли в фильме Федерико Феллини и Альберто Латтуада «Огни варьете» (1950).
В послевоенные годы снималась в драматических ролях во многих фильмах неореалистического направления режиссёров А. Латтуады, П. Джерми, Дж. Де Сантиса, Л. Дзампы, М. Камерини, Ф. Феллини.
Последнее появление на большом экране состоялось в фильме Уго Фрегонезе «Странники» (итал. I Girovaghi, 1956).
В 1955 году с большим успехом дебютировала на сцене Teatro San Ferdinando в Неаполе. До 1967 года снималась на телевидении. В конце 1960-х годов приняла решение уйти из театра и кино, посвятив себя полностью семье.

## Фильмография
- 1940 — Маддалена, ноль за поведение
- 1942 — Гарибальдиец в монастыре
- 1947 — Трагическая охота
- 1950 — Огни варьете
- 1952 — Волки охотятся ночью
- 1954 — Тайна Элен Маримон
- 1954 — Рим в 11 часов